# Colònia de Port Cresson-Bassa Cove
La colònia de Port Cresson fou un establiment fundat el desembre de 1832 en el que avui dia és la ciutat de Buchanan, pels quàquers de la New York and Pennsylvania Colonization Societies, per l'establiment de negres emigrants des dels Estats Units. El nom el va agafar de Elliott Cresson, un comerciant de Filadèlfia i fundador de la Pennsylvania Colonization Society. La colònia fou destruïda en un atac dels basses el juny de 1835.
El juliol de 1835 quàquers negres van fundar a la rodalia una nova colònia de la Young Men's Colonization Society of Pennsylvania. Aquesta nova colònia fou incorporada a la Commonwealth de Libèria l'1 d'abril de 1839. L'antiga població de Port Cresson es va refundar amb el nom de Buchanan però els anys 1850 va tenir dificultats per créixer, ja que les morts superaven els naixements i només a través de l'emigració des dels Estats Units es va poder evitar una decadència substancial.